# Ricardo Zerbino
Ricardo Zerbino Cavajani (Montevideo, 12 de diciembre de 1938), contador y político uruguayo, perteneciente al Partido Colorado.
Graduado como contador público en la Universidad de la República en 1963, trabajó en la Comisión de Inversión y Desarrollo Económico (CIDE) como coordinador del área relacionada con la educación. En 1967 ingresó como técnico a la Oficina de Planeamiento y Presupuesto (OPP) creada ese año. En 1972, al asumir la presidencia Juan María Bordaberry, fue designado director de dicho organismo estatal, cargo al que renunció un año después, al producirse el golpe de Estado del 27 de junio de 1973.
Tras la caída de la dictadura militar, en 1985 fue nombrado por el nuevo presidente Julio María Sanguinetti como Ministro de Economía y Finanzas, cartera en la que permaneció durante todo el quinquenio 1985-1990. Desde ese cargo, continuó en buena medida con la política económica implantada en 1974, al tiempo que el país comenzó a salir de la crisis económica originada por la ruptura de la "tablita" ocurrida en 1982. 
Finalizada su gestión ministerial, se dedicó a actividades en el sector empresarial. Integró y presidió el directorio de la empresa Fábrica Nacional de Papel (FANAPEL).
| Predecesor: Alejandro Végh Villegas | Ministro de Economía y Finanzas 1985-1990                 | Sucesor: Enrique Braga |
| Predecesor: Ángel Servetti          | Director de la OPP 1 de marzo de 1972-13 de julio de 1973 | Sucesor: Moisés Cohen  |